# Honda CBR125R
Хонда ЦБР125Р је спортски мотоцикл од 125 кубика. Представља класу у којој возачке каријере почињу. За већину нових возача ове машине представљају први корак који може да их одведе било где. Из тог разлога спортски мотоцикли од 125 кубика носе са собом велику одговорност. Они морају да пруже безбедност и комфор у вожњи попут већих суперспоорт машина, посебно у ситуацијама где је количина снаге мање важан фактор, рецимо у градској вожњи или на кривудавим путевима. Такође, морају да буду лагани за вожњу, посебно када је потребно учврстити самопоуздање младих возача на два точка. 
CBR125R је четворотактни спортски мотор. Први пут се појавио у продајним салонима 2004-е године.
Спортски мотоцикл на два точка је веома забаван за вожњу, а класа од 125 кубика је класа од које се млади возачи први пут сусрећу са озбиљнијим моторима. Сви возачи памте свој први мотор и незаборавне тренутке проведене на њему.

Хондин CBR125R није само мален, већ је и узак. Осим украшавања атрактивним Repsol дизајном, Хонда није учинила много да би тај модел представила као одличан мотор за младе. Хонда CBR125R је мотор који је на српском тржишту изузетно јак отпор дао најезди јефтиних "кинеза" од 125 кубика. Доступност овакве половне 125-ице, с обзиром на јаку издржљивост мотора, је мала. 

### Основне карактеристике
- Снажан, поуздан и економичан водом хлађени агрегат;
- Богати мултифункционални контролни инструменти;
- Суперспорт дизајн по узору на "великог брата" CBR600F;
- Широка задња гума за потпуни спортски доживљај.[3]

## Историја
- 2004 - 2006

Модели произведени током ових година личе на CBR600F4 и користе карбуратор у систему за гориво.
Репсол шема је уведена 2005. године и остала за наредну годину само као CBR125RS5/6.
- 2007 - 2010

У 2007. години, модел CBR125R добио је велике промене, укључујући убризгавање горива.
Модел 2007 је добио нове предње ветробране да личе на изглед CBR600RR, као и промену боје предњих виљушки које су сада црне.
Промене мотора укључени PGM-FI: електронско убризгавање горива, IACV, која послује са Фи системом, и ХЕЦС3 сензор кисеоника у складу са ЕУРО-3 прописима.
- 2011

У 2011. години, CBR125R добила је први велики ремонт од свог оснивања, чиме је изглед у складу са CBR250R.

## Спецификације
| * Мотор          | Тип: Водом хлађени четворотактни, 2 вентила СОХЦ;                               | Запремина: 124,7 cm3;                               | Максимална снага: 9.8kW/10,000 mин-1 (95/1/EC); | Максимални моменат: 10.4Нм/8,000 mин-1 (95/1/EC); |
| * Гориво         | Запремина резервоара: 13 литара (укључујући ЛЦД-резервуу са индикатором);       |                                                     |                                                 |                                                   |
| * Систем паљења  | Паљење: Компјутерски контролисано дигитално паљење са електронским претпаљењем; | Предње светло: 55W x 1(кратко);                     |                                                 |                                                   |
| * Мењач и пренос | Квачило: Мокро, вишеламелно са опругом;                                         | Квачило функционисање: Механичко, покретано сајлом; | Пренос: 6 степени;                              |                                                   |
| * Рам            | Тип: Пентагонал                                                                 |                                                     |                                                 |                                                   |
| * Шасија         | Димензије: 1,946 x 704 x 1,089mm;                                               | Међуосовинско растојање: 1,310mm;                   | Растојање од тла: 185mm;                        | Маса мотора: 135 kg;                              |
| * Точкови        | Димензије гума напред: 100/80-17M/C;                                            | Димензије гума позади: 130/70-17M/C;                |                                                 |                                                   |
| * Кочнице        | Напред: 276 x 4mm дуал хидраулични диск;                                        | Позади: 220 x 4mm хидраулични диск;                 |                                                 |                                                   |
| ---------------- | ------------------------------------------------------------------------------- | --------------------------------------------------- | ----------------------------------------------- | ------------------------------------------------- |